# Peter Nottet
Petrus Wilhelmus Frederikus „Peter” Nottet (ur. 23 września 1944 w Hadze) – holenderski łyżwiarz szybki, brązowy medalista olimpijski.

## Kariera
Największy sukces w karierze Peter Nottet osiągnął w 1968 roku, kiedy podczas igrzysk olimpijskich w Grenoble zdobył brązowy medal w biegu na 5000 m. W zawodach tych wyprzedzili go jedynie Norweg Fred Anton Maier oraz inny Holender Kees Verkerk. Na tych samych igrzyskach był też między innymi ósmy na dystansie 10 000 m i dziewiąty w biegu na 1500 m. Brał także udział w rozgrywanych cztery lata wcześniej igrzyskach w Innsbrucku, zajmując 34. miejsce w biegu na 5000 m. Nigdy nie zdobył medalu mistrzostw świata, jego najlepszym wynikiem było czwarte miejsc wywalczone podczas wielobojowych mistrzostw świata w Deventer. Walkę o medal przegrał tam z Verkerkiem. W tym samym roku był też ósmy podczas mistrzostw Europy w Inzell. W 1968 był wicemistrzem Holandii w wieloboju, rok wcześniej sięgnął po brąz mistrzostw kraju.